# Dyango
Josep Gómez Romero (Barcelona, 8 de maig del 1940) és un cantant català de música romàntica, conegut artísticament com a Dyango. Ha obtingut al llarg de la seva carrera 55 discos d'or i 40 de platí, que li han estat concedits tant a Espanya com a diversos països llatinoamericans i als Estats Units.

## Trajectòria artística
Va néixer al barri de Sant Antoni barceloní, fill d'una família humil. El seu pare era trompetista, i l'estiu el Josep va començar a cantar pels barris i
les festes majors als nou anys per ajudar a casa. Als 12 anys entra al Conservatori de Música de Barcelona per estudiar trompeta i violí. Al costat dels seus companys d'estudis va recórrer Europa durant dos anys interpretant diversos tipus de música. En tornar a Barcelona va començar a forjar-se com a cantant solista, íntim, de veu esquinçada i emotiva. Va entrar al Vegas Club de Barcelona, on tocaven tres orquestres amb els millors músics. El 1964, el cantant estrella Patrick Jaque el va animar i es va llançar a cantar. Poc després començaria a gravar. Dyango va adoptar de nom artístic Django Reinhardt (guitarrista de jazz gitano) pel qual hom el coneix avui, i va debutar al Festival de la Cançó del Duero (1965).
Cal dir que a Barcelona s'havia considerat en Josep fill del Poblenou pel fet que la seva furgoneta, on hi apareixia la seva cara, s'aparcava el carrer Pallars, tocant a Marià Aguiló. El que era del Poblenou era el que la portava i no ell. Després dels concerts o gires per Europa ell anava a casa seva i "el conductor" a la seva, o sigui, al Poblenou de Barcelona.
El 1969 edita el seu primer disc, Dyango, amb el que obté el primer disc d'or a l'Argentina. Lejos de los ojos, el primer senzill extret d'aquest àlbum, curiosament se'l van agafar com a himne propi els presos polítics cubans que estaven a la presó. L'any següent viatja a l'Argentina i protagonitza al costat de Ginamaria Hidalgo la pel·lícula El Mundo es de los Jóvenes. El seu primer àlbum va tenir molt d'èxit a l'Amèrica Llatina, en contrast amb l'escassa repercussió de la seva música a Espanya.
Des de la gravació del tango Nostalgia, el 1976, Dyango va començar la seva conquista del mercat espanyol de la balada romàntica. Després d'obtenir en el mateix any el premi al millor intèrpret i a la millor cançó del Festival de Benidorm amb el tema Si yo fuera él, la seva carrera resultaria imparable tant a escala estatal com internacional i arriba fins a l'actualitat, amb cançons tan conegudes com La mare (de Costa i Sugrañes, en català), Por esa mujer, Doctor, Amor de tango, Cuando quieras, entre d'altres. Des de llavors, el repertori de Dyango va incloure boleros, tangos i ranxeres, les velles cançons de les festes dels seixanta, desenes d'èxits propis i fins i tot peces líriques.
El 1980 va representar Espanya al Festival de la OTI amb la cançó Querer y perder, escrita per Ray Girado, i va ocupar el segon lloc. A finals dels anys vuitanta, la popularitat del cantant a Hispanoamèrica superava a l'obtinguda al seu país. El 1987 es va llançar a la conquesta del públic nord-americà i va fer amb gran èxit un primer cicle de recitals a Nova Orleans, Austin, Los Angeles, Chicago, Nova York, Boston i Nova Jersey, amb assistència massiva de públic. Així, l'any següent, i després d'estrenar el disc Cae la noche, és escollit "cantant de l'any" per la comunitat llatina dels Estats Units, en un referèndum convocat a Miami per diverses emissores de ràdio.
Per celebrar les noces de plata i per presentar l'àlbum discogràfic número 32, Corazón de bolero, el 1991 Dyango va protagonitzar dos concerts al Palau de la Música Catalana. El juny de 1992 torna al Palau de la Música en dos concerts per presentar els temes de l'elapé Amante y gaviota. L'octubre de 1993, després d'haver estat durant dos decennis un dels pilars sòlids i inamovibles del segell Emi, Dyango fa el salt a Polygram, una de les "majors" de la indústria internacional en expansió, especialment per tot Amèrica, tant en l'anomenada llatina com en l'àrea anglosaxona dels Estats Units i Canadà. Amb el nou segell publica el disc Morir de amor, que presenta en concert al Palau de la Música Catalana.
El juliol de 1998, Dyango es retroba amb el públic barceloní de nou amb dos concerts al Palau de la Música per presentar l'àlbum en català Quan l'amor és tan gran, un treball intimista que parla de l'amor, l'amistat i la generositat. El tema que dona nom al disc, que cantà acompanyat de Jaume Aragall, fou escrit i compost pel fill de Dyango, el també cantant Marc Llunas.
El 2006 va participar en el disc de la Marató de TV3 amb una versió en català de What A Wonderful World de Louis Armstrong titulada Que fantàstic el món.
El 6 de novembre de 2008, Dyango es va sentir indisposat després d'assistir a actes de promoció del seu nou treball, Coplas, i es va dirigir al servei d'Urgències de la Clínica Dexeus, on va ser ingressat després de patir un d'infart agut de miocardi. i on li van practicar la desobstrucció d'una artèria.
Després d'una gira per Sud-amèrica, Dyango torna el desembre de 2012 a Barcelona per oferir dos concerts al Teatre Coliseum. Hi va interpretar clàssics del seu repertori i va estrenar cançons del pròxim disc, El cantante.
Al llarg de la seva carrera ha gravat duos amb artistes tan destacats com Celia Cruz, Oscar D'León, Sheena Easton, Roberto Goyeneche, Pimpinela i el tenor Jaume Aragall. D'entre tots els seus enregistraments, cal citar el doble disc de platí aconseguit per l'àlbum A corazón Abierto. D'entre la seva discografia destaca l'àlbum, Morir de Amor, que incloïa el tema Espérame en el cielo de Los Panchos, interpretat a duo amb Nana Mouskouri, i la cançó Por ese Hombre al costat de Pimpinela. També cal destacar els discs Quan l'amor és tan gran, gravat en català i en el qual s'inclou un duo amb Jaume Aragall, i Serenatas, que inclou ranxeres i altres estils musicals.

## Vida personal
Dyango té dos fills, també cantants, Marcos Llunas i Jordi Gómez Llunas, encara que el primer està actualment retirat de la cançó.
Des del 1986 viu a Caldes de Montbui.
El seu amor pel Barça el va empènyer a gravar una cançó per al club dels meus amors, Som més que un club, on ressaltava tots els valors del Barça. Més que un himne era una cançó d'amor.
El juny de 2013, el cantant va anunciar la seva participació en el Concert per la Llibertat i això va indignar alguns sectors espanyolistes. Dyango no es va deixar intimidar per l'actitud agressiva i amenaçant dels tertulians del canal eclesiàstic 13tv, un dels vaixells insígnies del nacionalisme espanyol, contra el seu independentisme. Dyango va afirmar que en la situació actual caldria celebrar un referèndum a Catalunya i, en última instància, aconseguir la separació d'Espanya. El mes d'octubre del mateix any, a l'ocasió d'un concert al Palau de la Música Catalana, va anunciar que s'havia fet soci d'Òmnium Cultural i va encoratjar "la ciutadania catalana perquè se sumi al projecte de l'entitat i enforteixi així el teixit social catalanista del país". Confessa que cantar Suspiros de España i declarar-se independentista no li ha passat cap mena de factura.

## Discografia
| - Dyango (1969) - El mundo es de los jóvenes (1970) - La voz del amor (1970) - Dyango (1971) - Vuelve la voz del amor (1972) - Yo mañana (1974) - Alma, corazón y vida (1975) - Cuando quieras donde quieras (1975) - Si yo fuera él (1976) - Contigo en la distancia (1977) - IV (1978) - El mundo (1979) - La radio (1980) | - Entre una espada y la pared (1981) - Bienvenido al club (1983) - Al fín solos (1984) - Por amor al arte (1985) - Cada día me acuerdo más de ti (1986) - Cae la noche (1988) - Tango (1988) - Dyango en català (1989) - Suspiros (1989) - Corazón de bolero (1990) - Amante Gaviota (1992) - Morir de amor (1993) - Un loco como yo (1994) | - Agua de lluvia (1996) - Quan l'amor és tan gran (1997) - Serenata (1997) - Vuela conmigo (2000) - Himnos al amor (2001) - Perdido en la nostalgia (2001) - A ti (2003) - Momentos inolvidables (2004) - El pare (2004) - Alma, corazón y vida (2005) - Íntimamente (2006) - Coplas - (2008) Amb l'Orquestra Simfònica de Bratislava - Puñaladas en el alma - (2010) - Sense tu (2018) |